# Kawala

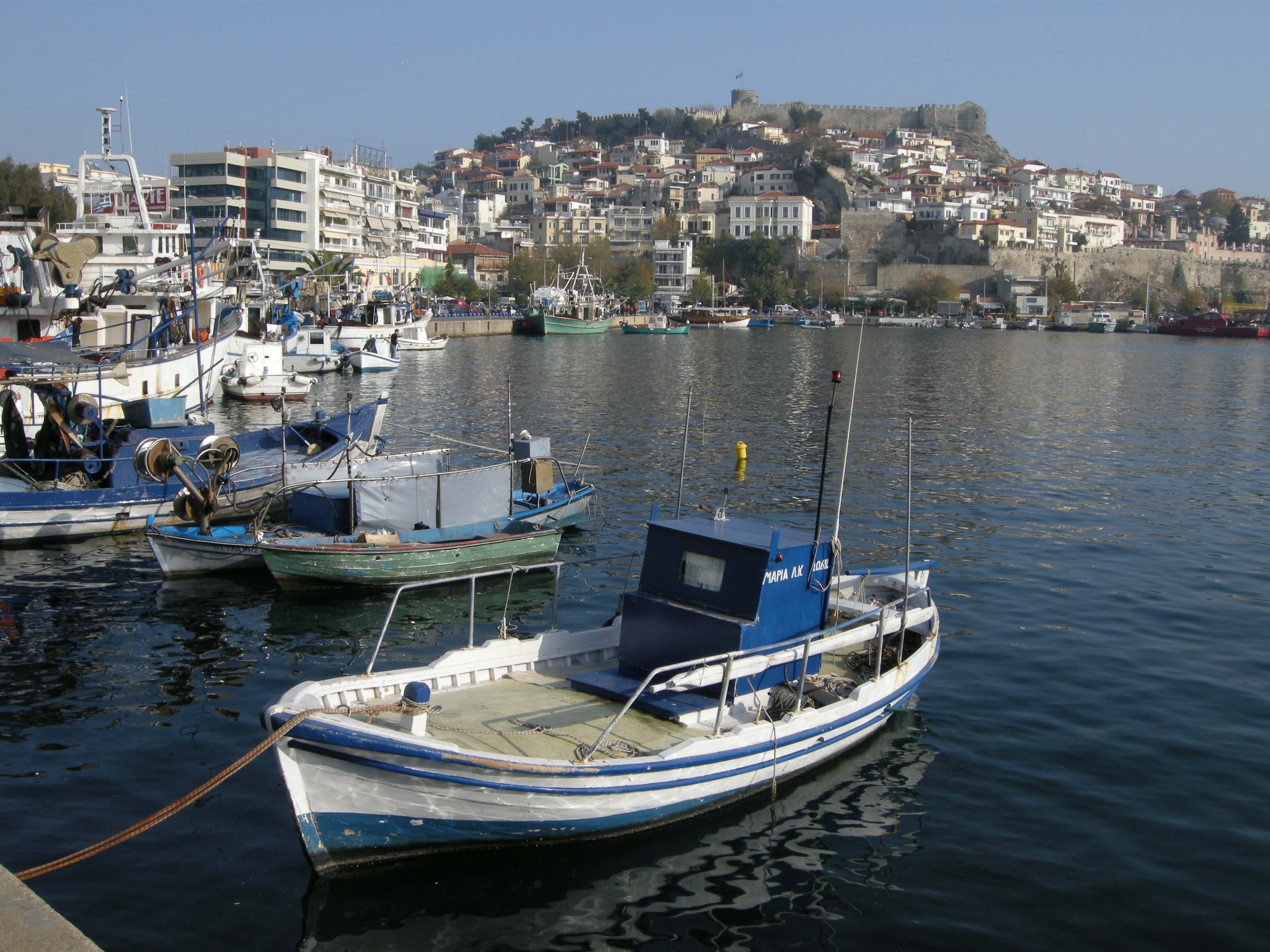
Stary port w Kawali. Port strefy przemysłowej zlokalizowano poza miastem

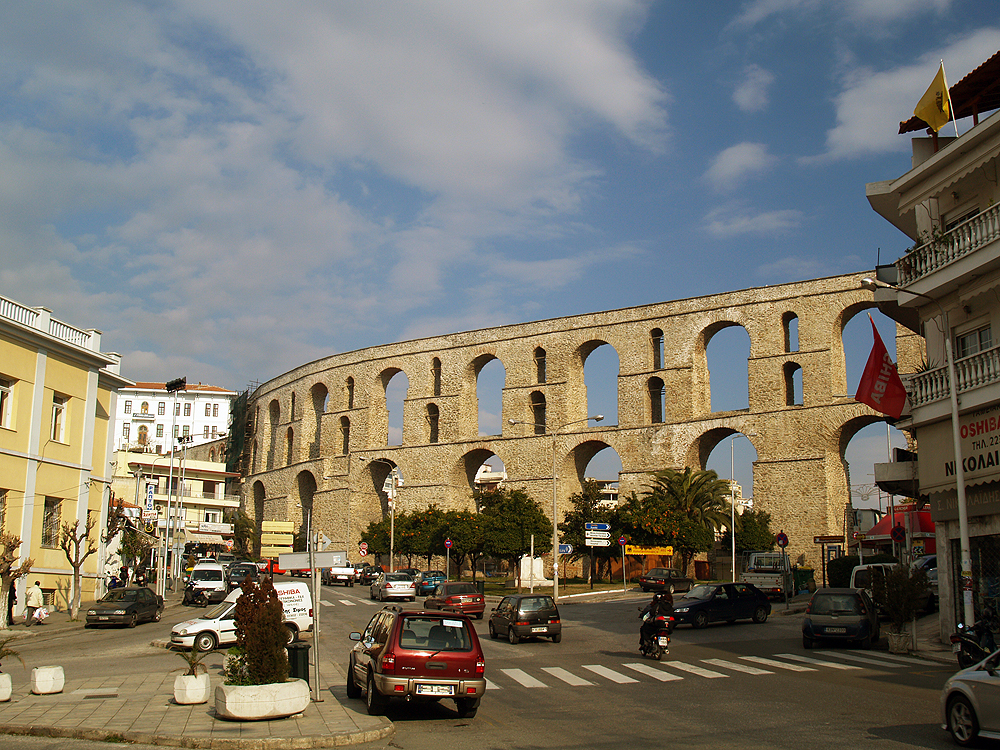
Akwedukt w Kawali

Kawala (gr. Καβάλα) – miasto w północno-wschodniej Grecji, w administracji zdecentralizowanej Macedonia-Tracja, w regionie Macedonia Wschodnia i Tracja, nad Morzem Egejskim, naprzeciwko wyspy Tasos, siedziba administracyjna jednostki regionalnej Kawala i gminy Kawala. W 2011 roku liczyło 54 027 mieszkańców. Port handlowy, międzynarodowy port lotniczy „Aleksander Wielki”, przemysł przetwórczy, chemiczny, rafineria, ważny punkt dystrybucyjny międzynarodowego gazociągu.

## Historia
Miasto zostało założone najprawdopodobniej przez osadników z Paros około VI wiek p.n.e. Nazwano je Neapoli, czyli nowe miasto. Kopalnie złota położone na pobliskich wzgórzach Pangeon uczyniły zeń dobrze prosperujący ośrodek. Stało się rzymskim civitas w 168 p.n.e. i stanowiło bazę Brutusa i Kasjusza przed bitwą pod Filippi. Apostoł Paweł dotarł do Kawali podczas swej pierwszej podróży do Europy, a za czasów Bizancjum nazwa miasta została przemianowana na Christupolis.
Kawala wchodziła w skład Imperium osmańskiego w latach 1371–1912, by w 1913, wskutek wojen bałkańskich, wejść w skład Grecji. Znajduje się tu miejsce narodzin Muhammada Alego i jego przybranego syna Ibrahima Paszy. Najbardziej charakterystycznymi obiektami są: bizantyńsko-wenecki zamek na wzgórzu Panajia i akwedukt zbudowany na polecenie Sulejmana I. Ponieważ wybudowano go według rzymskich planów, w opisach często określany jest jako rzymski.

## Podział miasta
- Kiendro
- Ajia Warwara
- Ajos Atanasios
- Ajos Joanis
- Ajos Lukas
- Chilia
- Kalamitsa
- Neapoli
- Panajia
- Perijali
- Profitis Ilias
- Timios Stawros
- Wironas

## Miasta partnerskie
- Saint-Étienne
- Norymberga